# شهرستان سر آسیا
ناحیهٔ سَرِ آسیا (Sariosiyo District) یکی از ناحیه‌های ولایت سرخان‌دریا در کشور ازبکستان است.
واژۀ «سَرِ آسیا» یک گزارۀ فارسی می‌باشد.